# Rubim
Rubim is een gemeente in de Braziliaanse deelstaat Minas Gerais. De gemeente telt 9 561 inwoners (schatting 2009).

## Aangrenzende gemeenten
De gemeente grenst aan Almenara, Felisburgo, Jacinto, Jequitinhonha, Palmópolis, Rio do Prado en Santo Antônio do Jacinto.